# Bolt (cég)
A Bolt észtországi központú vállalat, amely fuvarmegosztást, mikromobilitási eszközök bérlését, élelmiszer- és élelmiszerkiszállítást (a Bolt Food alkalmazáson keresztül), valamint autómegosztási szolgáltatásokat kínál. A cég több mint 45 ország 500 városában üzemeltet személyszállítási, ételszállítási szolgáltatásokat és járműbérlést. Központja Tallinnban található.
Magyarországon 2016 óta van jelen, először mint Taxify, majd a hivatalos Bolt márkanév alatt működik a magyar piacon a partner cég.

## Története
A Boltot (eredetileg Taxify néven) Markus Villig (az akkor még csak 19 éves, középiskolás diák) alapította 2013-ban azzal az elképzeléssel, hogy az összes tallinni és rigai taxit egyetlen platformra összesítse. Szülei 5000 euróval támogatták, illetve munkaidejükön kívül segítettek az ügyfélszolgálatban, míg Markus egy fejlesztő segítségével indította el az üzletet mTaksó néven.
A szolgáltatást 2013 augusztusában indították el, és 2014-ben már külföldre is eljutott.

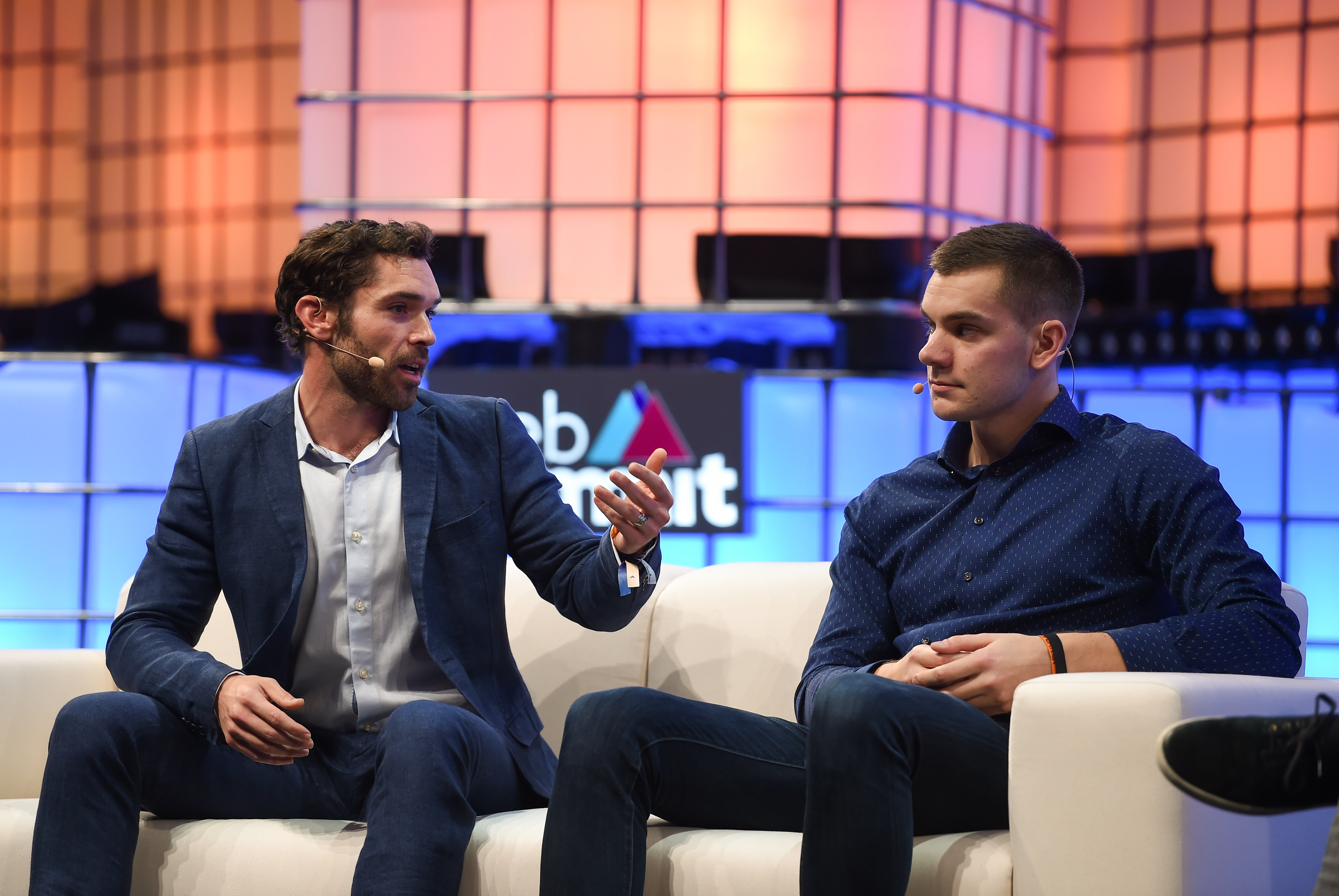
Caen Conte, a Lime társalapítója (balra) és Markus Villig, a Bolt alapítója és vezetője 2018-ban Portugáliában

2017-ben a Taxify Londonban kezdte meg szolgáltatásait egy helyi taxitársaság megvásárlásával, amelynek működési engedélye volt, de a londoni közlekedési társaság (Transport for London) kényszerítette szolgáltatásainak leállítására. A Taxify új engedélykérelmet nyújtott be azzal a tervvel, hogy újból megnyitja a szolgáltatásokat Londonban.

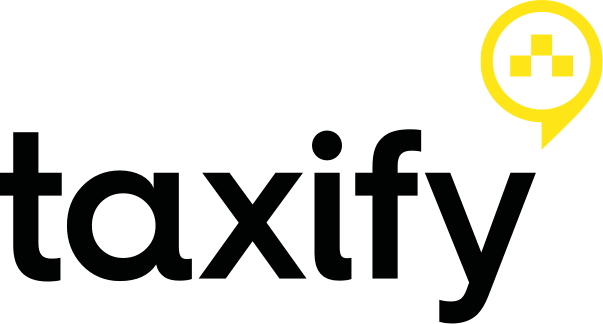
Taxify-logó (régi)

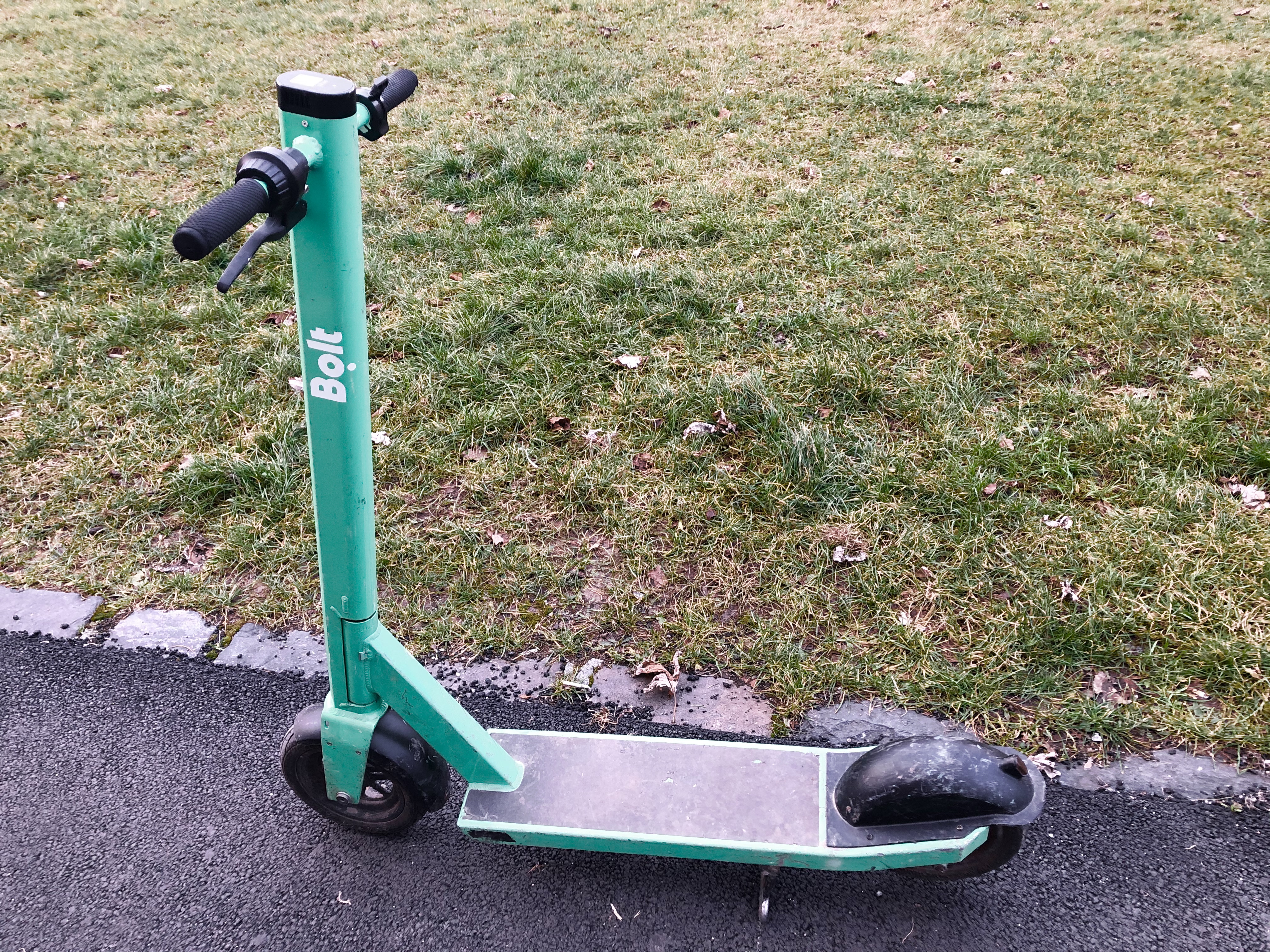
Bolt elektromos roller

A londoni sikertelenséget követően a Taxify Párizsban és Lisszabonban kezdte meg szolgáltatásait.
2018 szeptemberében a vállalat bejelentette, hogy dokkoló nélküli elektromos robogókkal bővül, és Párizsban alkalmazta ezeket először az új Bolt márkanév alatt.
A vállalat azt is közölte, hogy robogókat tervez használni számos más európai és ausztrál városban, ahol az alkalmazását már használták, de olyan új piacokon is tervez indulni, ahol a személyszállítási szolgáltatások jelentős szabályozási akadályokkal szembesülnek, köztük Németországban és Spanyolországban.
2019 júniusában a Bolt újraindult Londonban, 20 000, a platformján regisztrált sofőrrel.
2019 augusztusában a cég bevezette az élelmiszer-kiszállítási szolgáltatását, a Bolt Foodot. A Bolt Food Tallinnban indult azzal a tervvel, hogy még abban az évben további európai és afrikai városokba terjeszkedik.
2019 szeptemberében a Bolt bejelentette „zöld tervét”, amely a közlekedési ágazat és a Bolt mint vállalat ökológiai lábnyomának csökkentésére irányuló kezdeményezés. A zöld terv célkitűzései között szerepelt, hogy a Bolt 2025-ig legalább 5 millió tonnával csökkentse a szén-dioxid-kibocsátását, ezzel csökkentve az európai közlekedési ágazat terhelését, és több választható környezetbarát szállítási módot biztosít az utasai számára.
2019 és 2020 márciusában a Bolt a harmadik helyet szerezte meg a Financial Times által közzétett „Európa leggyorsabban növekvő vállalatai” listában.

## Finanszírozás
A Didi Chuxinggal való stratégiai partnerség bejelentése előtt a Bolt több mint 2 millió eurós befektetési tőkét gyűjtött észt és finn angyalbefektetőktől. 2017 augusztusában a Didi Chuxing egy meg nem nevezett összeget fektetett be, amelyről úgy vélik, hogy "nyolc számjegyű amerikai dolláros összeg". 2018 májusában a Daimler, a Didi és mások 175 millió dolláros befektetését tartalmazó finanszírozási körben a vállalat 1 milliárd dolláros értékeléshez jutott, ami egyszarvúvá tette a vállalatot. 
2020 januárjában az Európai Beruházási Bank 50 millió eurós kockázati hitelkeretet írt alá a Bolttal. Az Európai Stratégiai Beruházási Alap (EFSI) által támogatott finanszírozás célja a Bolt termékfejlesztésének fellendítése olyan területeken, ahol a technológia javíthatja a szolgáltatások biztonságát, megbízhatóságát és fenntarthatóságát. Ez magában foglalja a meglévő szolgáltatásokba, például a bérelhető járművekbe és az ételkiszállításba történő beruházásokat, valamint az új termékek kifejlesztését. 
2020 decemberében a Bolt 150 millió eurót gyűjtött be kockázati tőkebefektetési alapoktól. 2021 márciusában a Bolt 20 millió eurót gyűjtött be a Világbank-csoporthoz tartozó International Finance Corporationtől a feltörekvő piacokon való további terjeszkedéshez. 2021 márciusában a vállalatot több mint 2 milliárd euróra értékelték ezt a tőkebevonási kört követően. A vállalatot több mint 2 milliárd euróra értékelték.  2021 augusztusában a Bolt 600 millió eurót gyűjtött a Sequoia Capital-tól, ami 4 milliárd euró fölé emelte a vállalat értékelését. 2021-től a Didi Chuxing már nem volt a Bolt befektetője. 2022 januárjában a Bolt 628 millió eurót gyűjtött a Sequoia Capital és a Fidelity Management and Research Co által vezetett befektetőktől, amivel a vállalat értékelése 7,4 milliárd euróra emelkedett.   

## Szolgáltatások
Bolt taxi
Bolt Business

## Fordítás
- Ez a szócikk részben vagy egészben  a   Bolt (Company) című angol Wikipédia-szócikk fordításán alapul.  Az eredeti cikk szerkesztőit annak laptörténete sorolja fel. Ez a jelzés csupán a megfogalmazás eredetét és a szerzői jogokat jelzi, nem szolgál a cikkben szereplő információk forrásmegjelöléseként.

## Külső hivatkozások
- Bolt – Hivatalos weboldal
- Hírek